# Łańcuch (teoria grafów)
Łańcuch – ścieżka, w której nie powtarzają się krawędzie.